# 신에너지산업기술종합개발기구
신에너지산업기술종합개발기구(일본어: 新エネルギー・産業技術総合開発機構)는 일본의 에너지 환경분야와 산업기술을 담당하는 독립행정법인(独立行政法人)이다. 약칭 NEDO (네도, New Energy and Industrial Technology Development Organization). 2003년 10월에 특수법인(特殊法人)에서 독립행정법인으로 바뀌었다. 본부는 가나가와현 가와사키시에 있다.

## 연혁
- 1980년 10월 1일 - 신에너지 종합개발기구(新エネルギー総合開発機構) 설립.
일본에서는 1973년에 있었던 제1차 석유파동, 1978년 제2차 석유파동을 경험하고, 대외적인 석유 의존도가 높아져 공급구조가 약하다는 것을 통해 석유 대체 에너지의 개발 도입을 과제로 삼아, 그 연구 개발을 추진하는 모체로 설립되었다.
기구의 본부는 도쿄도 토시마구 히가시케부쿠로에 있는 선샤인 60에 설치되었지만, 이것은 당시 책정중이던 태양광 에너지 활용책을 진행시키기 위한 선샤인 계획과 보조를 맞추기 위한 것이었다.
특수법인의 증식을 막기 위해, 특수법인을 신설하려면 기존의 특수법인의 폐지가 요건으로 되어 있었기 때문에 같은 통상산업성(通商産業省)이 소관하는 특수법인 중에서 석탄광업합리화사업단을 폐지하고, 그 기구가 맡고 있던 석탄광업 구조 조정 업무는 신 에너지 종합 개발기구 안에서 승계하게 되었다.
- 1982년 10월 1일 - 통상산업성에서 알콜 제조 판매사업의 이관을 받는다.
삼공사오현업(三公社五現業)의 하나였던 알콜 전매의 제조판매업무를 승계했다. 알콜을 석유 대체 에너지의 하나로 연구하는 일환으로서 알콜 제조 사업의 이관이 고려된 것이다.
- 1988년 10월 1일 - 명칭을 신에너지 산업기술종합개발기구로 개명. 새롭게 산업기술 연구개발 업무가 추가되었다.
- 1996년 10월 1일 - 석탄광해사업단(石炭鉱害事業団)이 폐지되어 업무를 통합하게 되었다.
- 2001년 4월 1일 - 알콜 전매 사업 폐지. 알콜 제조 사업은 허가제로 일반에 개방되지만, NEDO의 알콜 제조사업은 잠정적으로 계속되었다.
- 2002년 3월 31일 - 석탄 광업 구조조정 사업 종료.
- 2003년 10월 1일 - 독립행정법인 신에너지 산업기술종합개발기구(独立行政法人新エネルギー・産業技術総合開発機構)로 전환.
- 2004년 2월 16일 - 정부관계기관을 도쿄23구(東京23区)에서 전출시키는 정책의 일환으로, 기구의 본부를 JR카와사키역(川崎駅) 서쪽 출구의 뮤더 카와사키 센트럴 타워(ミューザ川崎セントラルタワー)로 이전.
- 2005년 3월 2005 일본 국제 박람회에서 NEDO 파빌리온 및 태양전지, 폐물 이용식의 연료 전지 등을 조합한 신 에너지 플랜트를 선보였다. 또, NEDO의 지원을 받아 개발된 약 100대의 로봇을 실증 시험을 겸해 출전했다.
- 2006년 4월 1일 - 알콜사업 본부 폐지. 일본 알콜 산업 주식회사가 설립되어 NEDO의 알콜 제조 판매 업무를 분리.
- 2006년 - 경제 산업성 및 환경성으로부터 정부의 쿄토 메커니즘 크레디트(京都メカニズムクレジット) 취득 사업 위탁을 받는다.
- 2010년 2월 15일 - 스마트 그리드(スマートグリッド)를 중심으로 하는 스마트 커뮤니티(スマートコミュニティ) 관련 세계시장으로의 일본기업의 진출 촉진과 관민 제휴에 따른 스마트 커뮤니티의 실현을 위해 「스마트 커뮤니티 얼라이언스」(スマートコミュニティ・アライアンス)를 설립.

## 사업내용

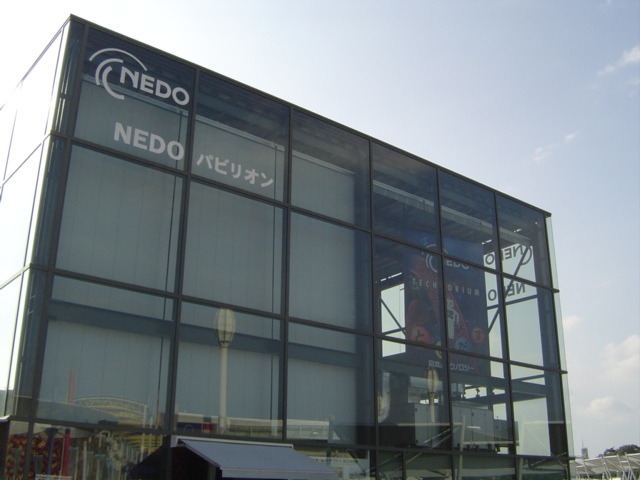
2005년 국제 박람회 NEDO 파빌리온 (2005년 8월 촬영)

### 에너지 환경기술의 개발과 보급
에너지 환경 기술 연구 개발을 추진하여 그 보급을 지원하고 있다. 구체적으로는 태양광 발전이나 풍력 발전, 바이오 매스 이용 기술, 에너지 절약 기술, 연료 전지, 각종 재활용 기술, 지구 온난화 대책 기술의 개발·보급을 들 수 있다. NEDO 자체는 연구 개발 시설을 보유하고 있지 않고, 실제 기술 개발은 산학 연구기관에 위탁해 이루어지고 있다.

### 산업 기술 관련 업무
산업 경쟁력 강화를 통한 경제 활성화에 공헌하기 위한 기반이 되는 「내셔널 프로젝트」, 시장 경제 활성화를 촉진하는 「실용화 개발」, 장래 새로운 산업의 핵이 되는 「기술 시드의 발전」의 각 단계의 기술 개발을 추진한다. 특히 중점적으로 추진되고 있는 분야는 의료 기술(생명과학), 정보기술, 나노기술. 즉 앞의 에너지 환경 기술과 함께 정부의 과학 기술 정책의 「중점 4 분야」를 강력하게 추진하고 있어, 같은 정책의 집행 기관의 하나로서 기능하고 있음을 볼 수 있다. 본 사업에 관해서도 실제의 연구 개발은 산학의 연구 기관에 위탁하고 있는 것부터, NEDO는 공적 연구 자금(경쟁적 자금 등)의 배분 기관의 측면을 갖고 있다고 할 수 있다. 이런 연구 자금 배분 기관으로서는 과학기술 진흥 기구(JST)나 우주 항공 연구 개발 기구(JAXA)등이 알려져 있지만, 추진하는 연구 개발 단계(기초 연구→응용 연구→기술 개발)나 연구 분야를 나누어 기본적으로 사업의 중복을 피하고 있다(제휴해 추진하는 경우도 있다).

### 쿄토 메커니즘 크레딧 취득 사업
쿄토 의정서에 근거해 일본의 삭감 목표를 달성하기 위해, 정부의 위탁을 받아 클린 개발 메커니즘(CDM), 공동 실시(JI), 배출량 거래(ET) 등 쿄토 메커니즘을 활용한 크레디트 취득 사업을 2006년도부터 실시하고 있다.

### 석탄・탄광 관련 경과 업무
폐쇄한 탄광의 관리·정비나 광해(鉱害) 배상의 대행 및 구(舊) 석탄광해사업단으로부터 계승한 광해 지역의 복구 사업 등을 실시하고 있다.

## 조직・인사
- 이사장 무라타 세이지(村田成二) - 1968년 통상산업성 입성, 전 통상산업사무차관
- 전 이사장 마키노 츠토무(牧野力) - 1963년 통상산업성 입성, 전 통상산업사무차관

### 직원 구성
직원수는 약 1000명이다. 기구 고유의 직원은 전체의 3분의 1 정도 이고, 약 절반은 기업의 연구 기관에서, 나머지는 관청(주로 경제산업성) 출신자이다. 현장에는 연구 개발 관리의 대부분을 실제로 개발 현장에 있던 기업 출신자들에게 의지하고 있다. 그러나 출신자는 정기적인 교대 때문에, 노하우가 기구에 축적되기 어렵다는 단점이 지적되고 있다. 또 사업내용이 국가 프로젝트와 밀접하게 관계되어 있어서, 관청 출신자들이 필요함은 타당하지만, 요즘의 낙하산 인사 문제와도 관련이 있기 때문에 이에 대한 설명이 요구된다.